# Columbus Clippers
Die Columbus Clippers sind ein Minor-League-Baseball-Team aus Columbus, Ohio, welches in der International League (IL) in der West Division spielt. Die Clippers sind aktuell das Level-AAA Minor League Team der Cleveland Guardians und bestreiten ihre Heimspiele im rund 10.000 Zuschauer fassenden Huntington Park in Columbus.

## Geschichte
Die Columbus Clippers wurden 1977 gegründet. Sie waren im Laufe der Jahre mehrfach Farmteam verschiedener MLB-Teams, unter anderem fast drei Jahrzehnte lang das der New York Yankees. Seit 2009 sind sie den Cleveland Indians untergeordnet.
Die Clippers sind zusammen mit den Rochester Red Wings das erfolgreichste Team der International League. Beide Teams haben jeweils 10 Meisterschaften errungen. Allerdings sind die Clippers das einzige Team der Ligageschichte, welches dreimal hintereinander die Meisterschaft gewinnen konnten (1979, 1980 und 1981).
Columbus ist laut einem Bericht des Wirtschaftsmagazins Forbes unter den 100 reichsten Major League Baseball Teams mit einem Wert von 41 Millionen US-Dollar.
Das Team der 1992er Clippers wurde zudem von der Internetseite MiLB.com unter die 100 besten der Ligageschichte gewählt. In diesem Jahr wurde man sowohl Divisionsieger und Meister der International League. Ein gewisser Bernie Williams, etwas später mehrfacher World Series Gewinner mit den New York Yankees, stand damals im Kader.

### Meisterschaften und Division Titel im Einzelnen
| Meistertitel | Divisiontitel |
| ------------ | ------------- |
| 1979         | 1979          |
| 1980         | 1980          |
| 1981         | 1981          |
| 1987         | 1983          |
| 1991         | 1984          |
| 1992         | 1990          |
| 1996         | 1991          |
| 2010         | 1992          |
| 2011         | 1996          |
| 2015         | 1997          |
|              | 1999          |
|              | 2004          |
|              | 2011          |
|              | 2014          |
|              | 2015          |
|              | 2016          |

## Stadion
Der Huntington Park wurde 2009 eingeweiht und fasst 10.100 Plätze. Er wird hauptsächlich von den Clippers benutzt. Angaben zufolge hat der Neubau 70 Millionen US-Dollar gekostet.